# Moadon Kaduregel Hapoel Tel Aviv 2025-2026
Questa voce raccoglie le informazioni riguardanti il Moadon Kaduregel Hapoel Tel Aviv nelle competizioni ufficiali della stagione 2025-2026.

## Maglie e sponsor
Per la stagione 2025-26 lo sponsor tecnico è Nike, mentre il main sponsor sulla maglia è IBI Investment House.
|  | Casa | Trasferta | 3ª divisa |

## Rosa
Dati aggiornati al 16 agosto 2025.
| N. |                           | Ruolo | Calciatore         |
| -- | ------------------------- | ----- | ------------------ |
| 1  | Israele (bandiera)        | P     | Dor Benyamini      |
| 3  | Israele (bandiera)        | D     | Ziv Morgan         |
| 4  | Israele (bandiera)        | A     | Ben Sahar          |
| 5  | Rep. del Congo (bandiera) | D     | Fernand Mayembo    |
| 6  | Bulgaria (bandiera)       | C     | Andrian Kraev      |
| 7  | Israele (bandiera)        | A     | Roy Korine         |
| 8  | Israele (bandiera)        | C     | Ran Binyamin       |
| 10 | Israele (bandiera)        | A     | Omri Altman        |
| 11 | Israele (bandiera)        | A     | Stav Turiel        |
| 12 | Israele (bandiera)        | C     | Tal Archel         |
| 14 | Israele (bandiera)        | C     | El Yam Kancepolsky |
| 15 | Israele (bandiera)        | C     | Roee Alkokin       |
| 16 | Israele (bandiera)        | D     | Doron Leidner      |
| 17 | Israele (bandiera)        | C     | Ariel Cohen        |
| 18 | Israele (bandiera)        | A     | Anas Mahamid       |
| 22 | Israele (bandiera)        | P     | Assaf Tzur         |

| N. |                        | Ruolo | Calciatore     |
| -- | ---------------------- | ----- | -------------- |
| 25 | Israele (bandiera)     | D     | Shahar Piven   |
| 26 | Israele (bandiera)     | A     | Liran Rotman   |
| 33 | Stati Uniti (bandiera) | P     | Matthew Frank  |
| 35 | Israele (bandiera)     | C     | Amit Lemkin    |
| 44 | Israele (bandiera)     | A     | Daniel Dappa   |
| 72 | Israele (bandiera)     | D     | Yazen Nassar   |
| 98 | Brasile (bandiera)     | C     | Falcão         |
| -- | Israele (bandiera)     | A     | Idan Baranes   |
| -- | Israele (bandiera)     | A     | Mor Buskila    |
| -- | Brasile (bandiera)     | D     | Chico          |
| -- | Israele (bandiera)     | P     | Robi Levkovich |
| -- | Israele (bandiera)     | C     | Liad Ramot     |
| -- | Israele (bandiera)     | C     | Elian Rohana   |
| -- | Israele (bandiera)     | D     | Avi Turgeman   |
| 20 | Israele (bandiera)     | D     | Or Israelov    |

## Trasferimenti
Dati aggiornati al 23 luglio 2025.

### Sessione estiva
| Acquisti         | Acquisti        | Acquisti              | Acquisti                                             |
| R.               | Nome            | da                    | Modalità                                             |
| ---------------- | --------------- | --------------------- | ---------------------------------------------------- |
| A                | Daniel Dappa    | Maccabi Netanya       | definitivo (1.8 milioni €)                           |
| C                | Andrian Kraev   | Casa Pia              | definitivo (500 mila €)                              |
| C                | Falcão          | Athl. Paranaense      | definitivo (300 mila €)                              |
| A                | Roy Korine      | Maccabi Netanya       | definitivo (riscatto cartellino - 150 mila €)        |
| D                | Chico           | Sport Recife          | prestito oneroso con opzione d'acquisto (100 mila $) |
| D                | Fernand Mayembo |                       | definitivo (svincolato)                              |
| P                | Assaf Tzur      |                       | definitivo (svincolato)                              |
| A                | Anas Mahamid    |                       | definitivo (svincolato)                              |
| A                | Idan Baranes    | Maccabi Netanya       | definitivo (?)                                       |
| A                | Mor Buskila     | Hapoel Ramat Gan      | definitivo (?)                                       |
| D                | Doron Leidner   | Olympiacos            | prestito                                             |
| A                | Omri Altman     | Maccabi Bnei Reineh   | rientro prestito                                     |
| C                | Elian Rohana    | Hapoel Petah Tiqwa    | rientro prestito                                     |
| D                | Tal Archel      | Hapoel Kfar Saba      | rientro prestito                                     |
| A                | Liad Ramot      | Hapoel Nof HaGalil    | rientro prestito                                     |
| A                | Sagi Genis      | Hapoel Ra'anana       | rientro prestito                                     |
| P                | Roy Baranes     | Hapoel Kfar Shalem    | rientro prestito                                     |
| C                | Milyardo Asrat  | Kafr Qasim            | rientro prestito                                     |
| D                | Amir Ella       | Beitar N. Gerusalemme | rientro prestito                                     |
| Altre operazioni |                 |                       |                                                      |
| R.               | Nome            | da                    | Modalità                                             |
| D                | Ofek Mishan     |                       | aggregato dalle giovanili                            |

| Cessioni         | Cessioni          | Cessioni           | Cessioni                   |
| R.               | Nome              | a                  | Modalità                   |
| ---------------- | ----------------- | ------------------ | -------------------------- |
| A                | Milan Makarić     |                    | definitiva (svincolato)    |
| D                | Goran Antonić     |                    | definitiva (svincolato)    |
| D                | Ido Vaier         |                    | definitiva (svincolato)    |
| A                | Guy Michaeli      |                    | definitiva (svincolato)    |
| C                | Henrique Jocú     | Botev Plovdiv      | definitiva (?)             |
| D                | Or Israelov       | Estoril Praia      | prestito                   |
| P                | Ido Sharon        | Ironi Tiberias     | prestito                   |
| P                | Sadi Genis        | Ironi Modi'in      | prestito                   |
| P                | Roy Baranes       | Maccabi Giaffa     | prestito                   |
| D                | Amir Ella         | Ironi Modi'in      | prestito                   |
| D                | Roey Levi         | Maccabi Giaffa     | prestito                   |
| D                | Ofer Gelbard      | Maccabi Giaffa     | prestito                   |
| D                | David Cuperman    |                    | svincolato                 |
| D                | Roei Herman       |                    | svincolato                 |
| A                | Ahmed Abed        |                    | svincolato                 |
| A                | Yaakov Brihon     |                    | svincolato                 |
| A                | Rotem Hatuel      | Hapoel Be'er Sheva | fine prestito              |
| A                | Itamar Shviro     | Maccabi Netanya    | fine prestito              |
| C                | Goni Naor         | Maccabi Haifa      | fine prestito              |
| D                | Yishay Brosh      |                    | riaggregato alle giovanili |
| C                | Yuval Cohen       |                    | riaggregato alle giovanili |
| A                | Ange Drone Kouame |                    | riaggregato alle giovanili |
| A                | Ron Talmi         |                    | riaggregato alle giovanili |
| Altre operazioni |                   |                    |                            |
| R.               | Nome              | da                 | Modalità                   |
| A                | Roy Korine        | Maccabi Netanya    | fine prestito              |
| D                | Ofek Mishan       | Maccabi Herzliya   | prestito                   |

## Risultati
Dati aggiornati al 6 agosto 2025.

### Ligat ha'Al
Avendo vinto la Liga Leumit nella stagione precedente, l'Hapoel Tel Aviv ha ottenuto la promozione in Ligat ha'Al. Il suo percorso inizierà sfidando in casa l'Ironi Kiryat Shmona.

#### Regular season
| Tel Aviv 23 agosto 2025, ore 20:15 IDT 1ª giornata | Hapoel Tel Aviv | – referto | Ironi K. Shmona | Itztadion Bloomfield |

| Nof HaGalil 30 agosto 2025, ore --:-- IDT 2ª giornata | Maccabi Bnei Reineh | – referto | Hapoel Tel Aviv | Itztadion Green |

| Tel Aviv 13 settembre 2025, ore --:-- IDT 3ª giornata (Rivalità Beitar Gerusalemme-Hapoel Tel Aviv) | Hapoel Tel Aviv | – referto | Beitar Gerusalemme | Itztadion Bloomfield |

| Ashdod 20 settembre 2025, ore --:-- IDT 4ª giornata | Ashdod | – referto | Hapoel Tel Aviv | Itztadion HaYud-Alef |

| Tel Aviv 27 settembre 2025, ore --:-- IDT 5ª giornata | Hapoel Tel Aviv | – referto | Hapoel Haifa | Itztadion Bloomfield |

| Be'er Sheva 4 ottobre 2025, ore --:-- IDT 6ª giornata | Hapoel Be'er Sheva | – referto | Hapoel Tel Aviv | Itztadion Toto Be'er Sheva Yaakov Turner |

| Tel Aviv 18 ottobre 2025, ore --:-- IDT 7ª giornata (Derby di Tel Aviv) | Hapoel Tel Aviv | – referto | Maccabi Tel Aviv | Itztadion Bloomfield |

| Netanya 25 ottobre 2025, ore --:-- IDT 8ª giornata | Maccabi Netanya | – referto | Hapoel Tel Aviv | Itztadion Natanya |

| Tel Aviv 1° novembre 2025, ore --:-- IDT 9ª giornata | Hapoel Tel Aviv | – referto | Ironi Tiberias | Itztadion Bloomfield |

| Gerusalemme 8 novembre 2025, ore --:-- IST 10ª giornata | Hapoel Gerusalemme | – referto | Hapoel Tel Aviv | Itztadion Teddy |

| Tel Aviv 29 novembre 2025, ore --:-- IST 11ª giornata | Hapoel Tel Aviv | – referto | Bnei Sakhnin | Itztadion Bloomfield |

| Haifa 2 dicembre 2025, ore --:-- IST 12ª giornata | Maccabi Haifa | – referto | Hapoel Tel Aviv | Itztadion Sammy Ofer |

| Tel Aviv 6 dicembre 2025, ore --:-- IST 13ª giornata | Hapoel Tel Aviv | – referto | Hapoel Petah Tiqwa | Itztadion Bloomfield |

| Kiryat Shmona 13 dicembre 2025, ore --:-- IST 14ª giornata | Ironi K. Shmona | – referto | Hapoel Tel Aviv | Itztadion Kiryat Shmona |

| Tel Aviv 20 dicembre 2025, ore --:-- IST 15ª giornata | Hapoel Tel Aviv | – referto | Maccabi Bnei Reineh | Itztadion Bloomfield |

| Gerusalemme 30 dicembre 2025, ore --:-- IST 16ª giornata (Rivalità Beitar Gerusalemme-Hapoel Tel Aviv) | Beitar Gerusalemme | – referto | Hapoel Tel Aviv | Itztadion Teddy |

| Tel Aviv 3 gennaio 2026, ore --:-- IST 17ª giornata | Hapoel Tel Aviv | – referto | Ashdod | Itztadion Bloomfield |

| Haifa 10 gennaio 2026, ore --:-- IST 18ª giornata | Hapoel Haifa | – referto | Hapoel Tel Aviv | Itztadion Sammy Ofer |

| Tel Aviv 17 gennaio 2026, ore --:-- IST 19ª giornata | Hapoel Tel Aviv | – referto | Hapoel Be'er Sheva | Itztadion Bloomfield |

| Tel Aviv 24 gennaio 2026, ore --:-- IST 20ª giornata (Derby di Tel Aviv) | Maccabi Tel Aviv | – referto | Hapoel Tel Aviv | Itztadion Bloomfield |

| Tel Aviv 31 gennaio 2026, ore --:-- IST 21ª giornata | Hapoel Tel Aviv | – referto | Maccabi Netanya | Itztadion Bloomfield |

| Tiberiade 7 febbraio 2026, ore --:-- IST 22ª giornata | Ironi Tiberias | – referto | Hapoel Tel Aviv | Itztadion HaIroní shel Tverya |

| Tel Aviv 14 febbraio 2026, ore --:-- IST 23ª giornata | Hapoel Tel Aviv | – referto | Hapoel Gerusalemme | Itztadion Bloomfield |

| Sakhnin 21 febbraio 2026, ore --:-- IST 24ª giornata | Bnei Sakhnin | – referto | Hapoel Tel Aviv | Itztadion Doha |

| Tel Aviv 28 febbraio 2026, ore --:-- IST 25ª giornata | Hapoel Tel Aviv | – referto | Maccabi Haifa | Itztadion Bloomfield |

| Petah Tiqwa 7 marzo 2026, ore --:-- IST 26ª giornata | Hapoel Petah Tiqwa | – referto | Hapoel Tel Aviv | Itztadion HaMoshava |

### Gvia HaMedina
L'Hapoel Tel Aviv comincerà la sua partecipazione alla Gvia HaMedina a partire dall'ottavo turno.

### Gvia Ha'Toto
L'Hapoel Tel Aviv ha cominciato la sua partecipazione alla Gvia Ha'Toto a partire dalla fase a gironi, venendo aggregato nel Gruppo B insieme ad Ashdod, Hapoel Gerusalemme, Hapoel Petah Tikva e Maccabi Netanya.

#### Fase a gironi (Gruppo B)

##### Risultati
| Arbitro: | David Fuxman |

|               |           |                            |
| N. Niddam 30’ | Marcatori | 35’ D. Dappa 87’ S. Turiel |

| Arbitro: | Yigal Frid |

|                                                 |           |  |
| S. Turiel 10’ S. Turiel 17’ (rig.) D. Dappa 35’ | Marcatori |  |

| Arbitro: | Gal Leibovitz |

|                                              |           |  |
| Luccas Paraizo 56’ R. Keller 84’ O. Bilu 89’ | Marcatori |  |

| Arbitro: | Sapir Berman |

|                                |           |  |
| D. Dappa 22’ R. Binyamin 90+6’ | Marcatori |  |

Concludendo al 1° posto nel Gruppo B la fase a gironi (arrivando a pari punti con l'Hapoel Gerusalemme, ma avendo vinto lo scontro diretto nella 2ª giornata), l'Hapoel Tel Aviv ha ottenuto la qualificazione alle semifinali di Gvia Ha'Toto.

#### Semifinali
Nelle semifinali, l'Hapoel Tel Aviv affronterà l'Hapoel Be'er Sheva (che ha ottenuto il passaggio diretto in questa fase avendo preso parte alle fasi preliminari di Conference League).

##### Risultati
| Arbitro: | Ohad Asulin |

|  |           |                             |
|  | Marcatori | 38’ L. Rotman 67’ A. Lemkin |

Con il risultato di 2–0 in suo favore, l'Hapoel Tel Aviv ha eliminato l'Hapoel Be'er Sheva e si è qualificato alla finale di Gvia Ha'Toto.

#### Finale
In finale, l'Hapoel Tel Aviv affronterà la vincente dell'altra semifinale tra Beitar Gerusalemme ed Hapoel Haifa.

##### Risultati
| ... dicembre 2025, ore --:-- IST Finale (gara unica) | Beitar Gerusalemme/Hapoel Haifa | – | Hapoel Tel Aviv |  |

## Statistiche
Dati aggiornati al 16 agosto 2025.

### Statistiche di squadra
| Competizione  | Punti | In casa | In casa | In casa | In casa | In casa | In casa | In trasferta | In trasferta | In trasferta | In trasferta | In trasferta | In trasferta | Totale | Totale | Totale | Totale | Totale | Totale | DR |
| Competizione  | Punti | G       | V       | N       | P       | Gf      | Gs      | G            | V            | N            | P            | Gf           | Gs           | G      | V      | N      | P      | Gf     | Gs     | DR |
| ------------- | ----- | ------- | ------- | ------- | ------- | ------- | ------- | ------------ | ------------ | ------------ | ------------ | ------------ | ------------ | ------ | ------ | ------ | ------ | ------ | ------ | -- |
| Ligat ha'Al   |       | 0       | 0       | 0       | 0       | 0       | 0       | 0            | 0            | 0            | 0            | 0            | 0            | 0      | 0      | 0      | 0      | 0      | 0      | 0  |
| Gvia HaMedina |       | 0       | 0       | 0       | 0       | 0       | 0       | 0            | 0            | 0            | 0            | 0            | 0            | 0      | 0      | 0      | 0      | 0      | 0      | 0  |
| Gvia Ha'Toto  | 6     | 2       | 2       | 0       | 0       | 5       | 0       | 3            | 2            | 0            | 1            | 4            | 4            | 5      | 4      | 0      | 1      | 9      | 4      | +5 |
| Totale        |       | 2       | 2       | 0       | 0       | 5       | 0       | 3            | 2            | 0            | 1            | 4            | 4            | 5      | 4      | 0      | 1      | 9      | 4      | +5 |

### Andamento in campionato

#### Regular season
| Giornata  | 1 | 2 | 3 | 4 | 5 | 6 | 7 | 8 | 9 | 10 | 11 | 12 | 13 | 14 | 15 | 16 | 17 | 18 | 19 | 20 | 21 | 22 | 23 | 24 | 25 | 26 | 27 | 28 | 29 | 30 |
| --------- | - | - | - | - | - | - | - | - | - | -- | -- | -- | -- | -- | -- | -- | -- | -- | -- | -- | -- | -- | -- | -- | -- | -- | -- | -- | -- | -- |
| Luogo     |   |   |   |   |   |   |   |   |   |    |    |    |    |    |    |    |    |    |    |    |    |    |    |    |    |    |    |    |    |    |
| Risultato |   |   |   |   |   |   |   |   |   |    |    |    |    |    |    |    |    |    |    |    |    |    |    |    |    |    |    |    |    |    |
| Posizione |   |   |   |   |   |   |   |   |   |    |    |    |    |    |    |    |    |    |    |    |    |    |    |    |    |    |    |    |    |    |

Legenda:

Luogo: C = Casa; T = Trasferta. Risultato: V = Vittoria; N = Pareggio; P = Sconfitta.

### Statistiche individuali
| Giocatore        | Liga Leumit | Liga Leumit | Liga Leumit | Liga Leumit | Gvia HaMedina | Gvia HaMedina | Gvia HaMedina | Gvia HaMedina | Gvia Ha'Toto | Gvia Ha'Toto | Gvia Ha'Toto | Gvia Ha'Toto | Totale   | Totale | Totale      | Totale     |
| Giocatore        | Presenze    | Reti        | Ammonizioni | Espulsioni  | Presenze      | Reti          | Ammonizioni   | Espulsioni    | Presenze     | Reti         | Ammonizioni  | Espulsioni   | Presenze | Reti   | Ammonizioni | Espulsioni |
| ---------------- | ----------- | ----------- | ----------- | ----------- | ------------- | ------------- | ------------- | ------------- | ------------ | ------------ | ------------ | ------------ | -------- | ------ | ----------- | ---------- |
| R. Alkokin       | -           | -           | -           | -           | -             | -             | -             | -             | 5            | 0            | 2            | 0            | 5        | 0      | 2           | 0          |
| O. Altman        | -           | -           | -           | -           | -             | -             | -             | -             | 2            | 0            | 0            | 0            | 2        | 0      | 0           | 0          |
| T. Archel        | -           | -           | -           | -           | -             | -             | -             | -             | 1            | 0            | 0            | 0            | 1        | 0      | 0           | 0          |
| R. Binyamin      | -           | -           | -           | -           | -             | -             | -             | -             | 5            | 1            | 1            | 0            | 5        | 1      | 1           | 0          |
| A. Cohen         | -           | -           | -           | -           | -             | -             | -             | -             | 3            | 0            | 0            | 0            | 3        | 0      | 0           | 0          |
| D. Dappa         | -           | -           | -           | -           | -             | -             | -             | -             | 5            | 3            | 1            | 0            | 5        | 3      | 1           | 0          |
| Falcão           | -           | -           | -           | -           | -             | -             | -             | -             | 5            | 0            | 1            | 0            | 5        | 0      | 1           | 0          |
| E.Y. Kancepolsky | -           | -           | -           | -           | -             | -             | -             | -             | 2            | 0            | 0            | 0            | 2        | 0      | 0           | 0          |
| R. Korine        | -           | -           | -           | -           | -             | -             | -             | -             | 2            | 0            | 0            | 0            | 2        | 0      | 0           | 0          |
| A. Kraev         | -           | -           | -           | -           | -             | -             | -             | -             | 3            | 0            | 2            | 0            | 3        | 0      | 2           | 0          |
| D. Leidner       | -           | -           | -           | -           | -             | -             | -             | -             | 3            | 0            | 0            | 0            | 3        | 0      | 0           | 0          |
| A. Lemkin        | -           | -           | -           | -           | -             | -             | -             | -             | 5            | 1            | 0            | 0            | 5        | 1      | 0           | 0          |
| A. Mahamid       | -           | -           | -           | -           | -             | -             | -             | -             | 1            | 0            | 0            | 0            | 1        | 0      | 0           | 0          |
| F. Mayembo       | -           | -           | -           | -           | -             | -             | -             | -             | 5            | 0            | 1            | 0            | 5        | 0      | 1           | 0          |
| Z. Morgan        | -           | -           | -           | -           | -             | -             | -             | -             | 4            | 0            | 0            | 0            | 4        | 0      | 0           | 0          |
| Y. Nassar        | -           | -           | -           | -           | -             | -             | -             | -             | 5            | 0            | 0            | 0            | 5        | 0      | 0           | 0          |
| S. Piven         | -           | -           | -           | -           | -             | -             | -             | -             | 5            | 0            | 2            | 0            | 5        | 0      | 2           | 0          |
| L. Rotman        | -           | -           | -           | -           | -             | -             | -             | -             | 5            | 1            | 1            | 0            | 5        | 1      | 1           | 0          |
| B. Sahar         | -           | -           | -           | -           | -             | -             | -             | -             | 1            | 0            | 0            | 0            | 1        | 0      | 0           | 0          |
| S. Turiel        | -           | -           | -           | -           | -             | -             | -             | -             | 4            | 3            | 0            | 0            | 4        | 3      | 0           | 0          |
| A. Tzur          | -           | -           | -           | -           | -             | -             | -             | -             | 5            | -4           | 0            | 0            | 5        | -4     | 0           | 0          |
| O. Israelov      | -           | -           | -           | -           | -             | -             | -             | -             | 3            | 0            | 0            | 0            | 3        | 0      | 0           | 0          |